# Футуйма Юрій Михайлович
Юрій Михайлович Футуйма (нар. 30 жовтня 1971, м. Бучач Тернопільської області, Українська РСР) — український хірург, співак. Кандидат медичних наук (2007).

## Життєпис
Вже з дитинства Юрій Футуйма мріяв стати лікарем. Батьки дарували йому іграшкові набори «Айболить», тож він облаштував «лікарню». У школі улюбленими предметами були біологія та хімія. Із семи років відвідував музичну школу, співав у хорі, грав у духовому оркестрі, був солістом шкільного ансамблю.
Після закінчення в 1988 році Бучацької середньої школи № 2, влаштувався санітаром у патолого-анатомічне відділення Бучацької ЦРЛ, що стало серйозною школою і стимулювало бажання стати хірургом.
У 1989—1991 роках проходив службу в лавах Радянської Армії.

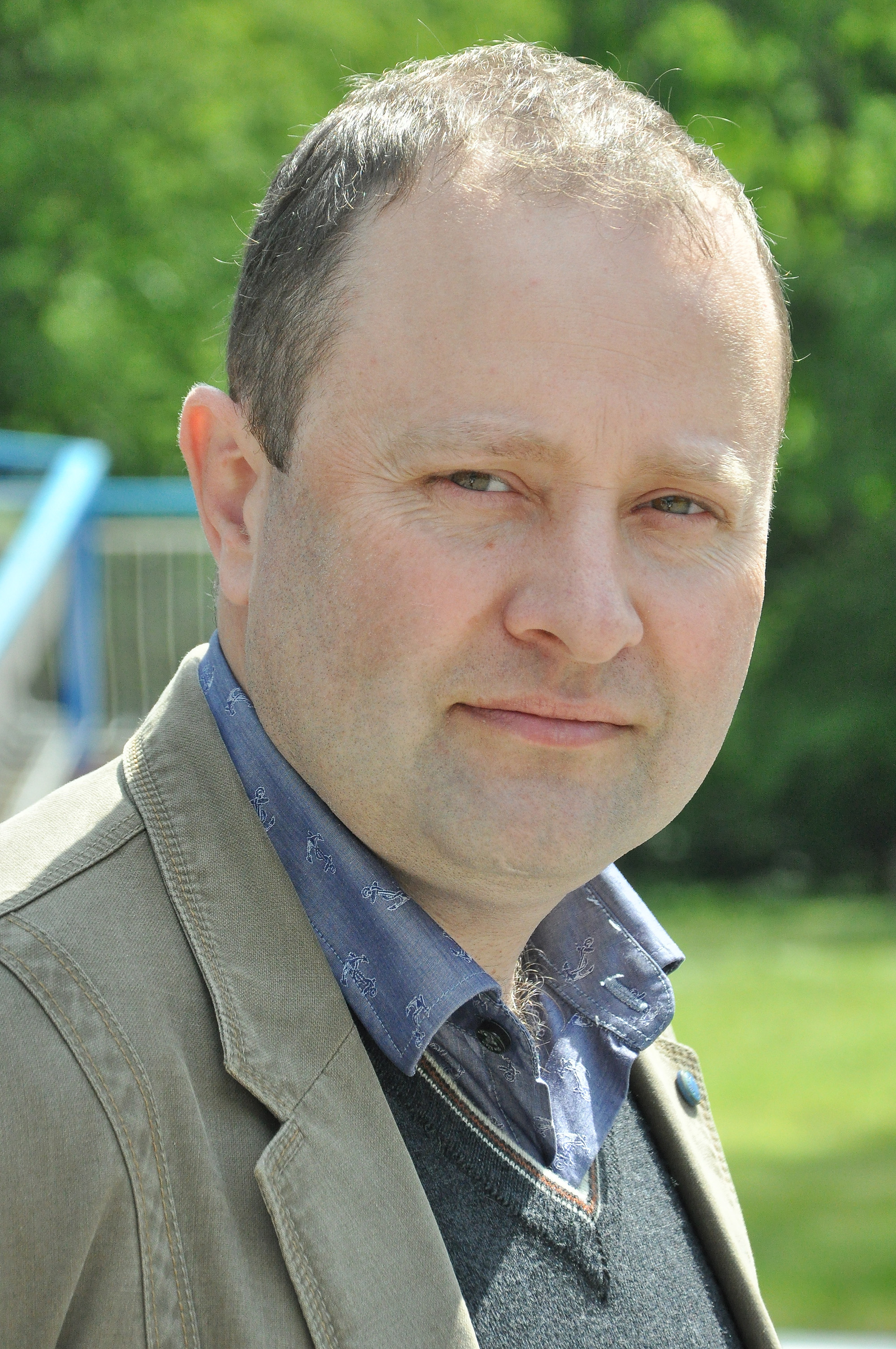
Юрій Футуйма в НОК «Червона калина» (12.05.2016)

Закінчив Чортківське медичне училище (нині медичний коледж), працював фельдшером у с. Созань Львівської області. У 2001 році закінчив з відзнакою Тернопільський медичний інститут (нині університет). Упродовж усіх шести років навчання у виші брав активну участь у студентському самоуправлінні, грав в ансамблі.
Від 2006 року — асистент кафедри шпитальної хірургії. У 2007 — захистив кандидатську дисертацію на тему: «Показання та протипоказання до виконання прицільної резекції ішемізованого сегмента шлунка — прогнозування ранніх та віддалених результатів», виконану під керівництвом члена-кореспондента НАМН України, професора Леоніда Ковальчука. Доцент кафедри хірургії № 1 ТДМУ.
Одружений. Виховує двох дітей: доньку Юлію (нар. 1994) та сина Віктора (нар. 2005).
Життєве кредо: «Йти вперед!».

## Наукова робота
Основні напрямки наукових розробок:
- пріоритетне застосування органощадних та органозберігаючих методів у хірургічному лікуванні хворих на виразкову хворобу шлунка та дванадцятипалої кишки;
- розробка диференційованих методів терапії і профілактики остеопорозу, хірургічне лікування ускладнень синдрому діабетичної ступні та венозних трофічних виразок.

Лікар-хірург вищої атестаційної категорії.
Автор та співавтор 57 наукових публікацій, співавтор підручника «Хірургія», однієї монографії та 2-х патентів на винаходи.

## Творчість

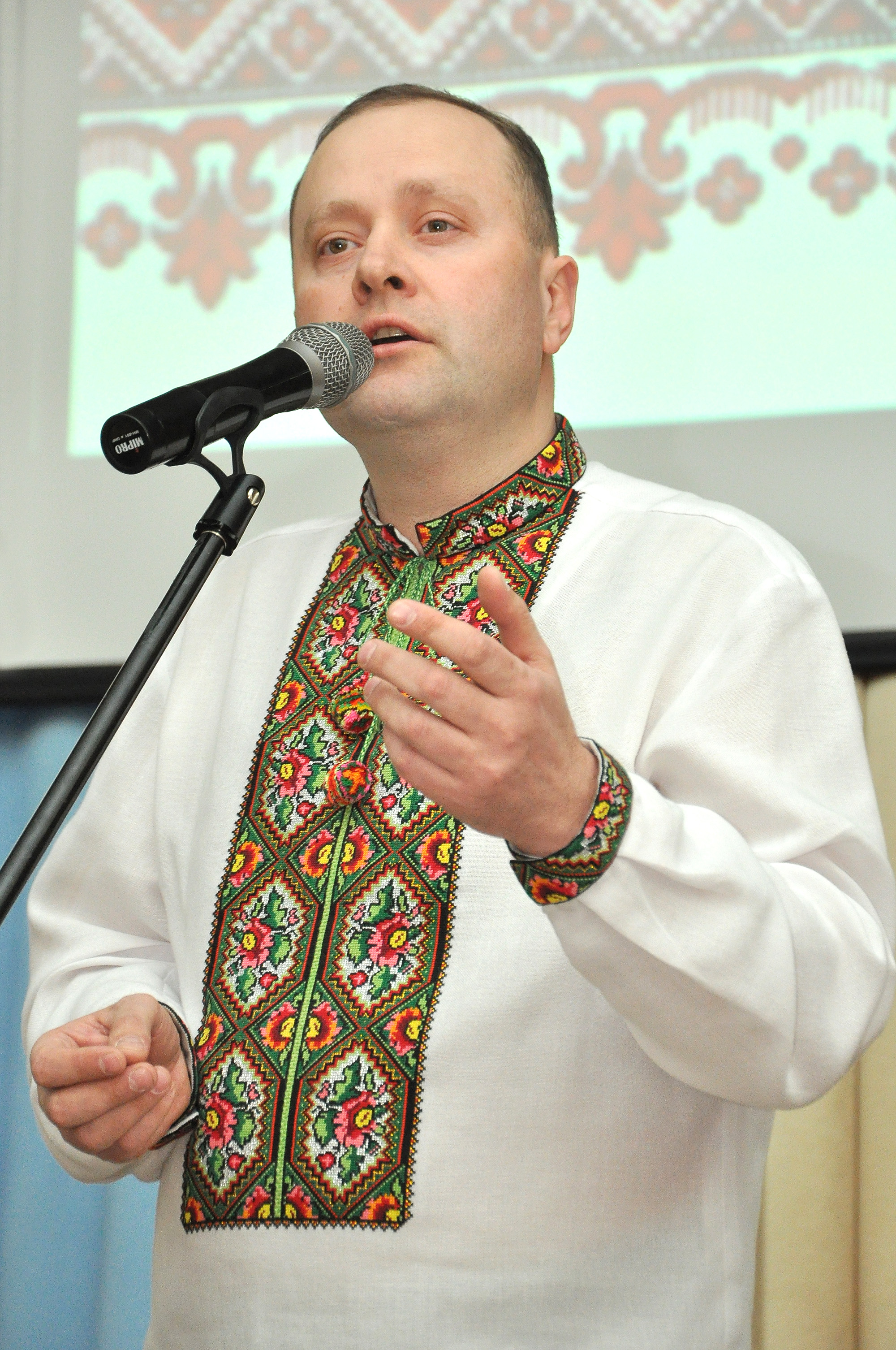
Співає Юрій Футуйма

Композитор та виконавець близько 40 авторських естрадних пісень, у т. ч. на медичну тематику. Від 1994 року — член асоціації естрадного мистецтва України. В жовтні 2013 року асоціацією естрадного мистецтва України присвоєно звання — «Заслужений артист естрадного мистецтва України».
Виконує пісні тільки українською мовою. Тривалий час виконував репертуари Назарія Яремчука та Василя Зінкевича. Разом із колишнім викладачем Іваном Чонкою, який пише тексти пісень, створили дует «Музична ескадрилья».
Колеги називають Юрія Футуйму «голосом» лікарні.
Виступав на «Пісенному вернісажі» в Києві, «Червоній Руті» в Тернополі.

### Компакт-диски
Дует «Музична ескадрилья» записав уже кілька музичних дисків.

### Окремі пісні
- «Білий цвіт черешні» (слова: Іван Чонка)
- «До висот Кобзаря» (слова: Алла Бінцаровська)
- «Дорога до життя» (слова: Іван Чонка)
- «Карпати» (слова: Іван Чонка)
- «Коли я приїжджаю у Карпати» (слова: Іван Чонка)
- «Лети до мене» (музика: А. Макух, слова: В. Зенова)
- «Мамі» (музика: М. Шамлі, слова: В. Бандура)
- «Мамині рушники» (слова: Леся Любарська)
- «Матіоли» (музика: Л. Попернацький, слова: З. Кучерява)
- «Мої пісні» (музика: Л. Попернацький, слова: Г. Єлишевич)
- «На життєвому шляху» (слова: Іван Чонка)
- «Обіцянка» (музика: та слова: О. Рожанський)
- «Плаче свічка» (пам'яті Небесної сотні, слова: Алла Бінцаровська)
- «Полісяночка» (слова: Вадим Крищенко)
- «Присвята» (музика та слова: О. Рожанський)
- «Романс коханій» (музика: Г.Мосійчук, слова: М. Денисюк)
- «Світи, зоря» (музика: О. Злотник, слова: В. Герасимов)
- «Серце хірурга» (слова: Іван Чонка)
- «Тернопіль» (слова: Іван Чонка)
- «Три смерічки» (музика та слова: О. Рожанський)
- «Я їду додому» (музика та слова: О. Рожанський)

## Нагороди
- Гран-прі тернопільського міського конкурсу «Ліра Гіппократа» (2007).